# 대한예수교장로회
대한예수교장로회(大韓-敎長老會)는 대한민국에서 칼뱅주의 개혁 신학과 웨스트민스터 신앙고백을 따르고 대의 민주주의 교회정치와 당회, 노회, 대회, 총회로 이어지는 대의적 질서에 따라 교회를 운영하는 개신교 교단들의 통칭이다. 간단히 예장(예長)이라고 부르기도 했다.
한국의 장로교는 1880년대에 형성되기 시작했다. 서상륜이 스코틀랜드 장로교회의 선교사의 전도로 개종하여 만주에서 고향 황해도로 돌아가 1883년에 처음으로 소래교회를 세웠다. 이후 1907년에 미국, 호주, 캐나다의 선교사들이 평양에서 모여 독노회를 세웠고, 같은해 평양신학교의 첫번째 졸업생들이 배출되었다.
일제 강점기 말에 해산되었던 조선예수교장로회가 1947년 재건된 이래 신학적인 입장의 차이 등 다양한 이유로 분파된 장로교 교파들이 과거 총회를 계승했다고 서로 주장하며 동일한 명칭을 사용하고 있다. 2019년 기준으로 286개의 교단과 4백만여명의 신도들이 있다.

## 총회설립 이전

### 정식 포교의 시작
1865년 칼뱅주의를 따르는 회중교회 소속의 로버트 저메인 토마스 목사가 제너럴셔먼호 사건 당시 사로잡혀 순교 당하며 칼뱅주의 기독교 신앙을 처음 소개했다고 전해진다. 1883년에는 서상륜에 의해 최초의 교회인 소래교회가 황해도에 처음 세워졌다.
하지만 정식으로 개신교 포교가 이루어지기 시작한 것은 그로부터 20년이 지나 1884년 9월 20일 미국 북장로교 소속의 호러스 뉴턴 알렌(안연)이 조정에 의사로 들어오고 1885년 마찬가지로 북장로교 소속의 호러스 그랜트 언더우드(원두우)와 존 헤론이 들어와 미국 북장로회조선선교회를 조직한 후였다. 성경은 존 로스가 중국에서 1870년대 번역한 것을 영국성서공회와 스코틀랜드 성서공회가 1886년에 처음으로 인쇄 및 발행했다.
1889년에 캐나다인 제임스 게일(기일) 목사와 호주장로회의 조셉 헨리 데이비스와 그의 매제가, 1890년에는 새뮤얼 오스틴 모펫(마포삼열) 목사가 들어온다. 1891년에는 제임스 매케이(매계), 이사벨라 멘지스, 진 페리, 메리 포세트 등 여선교사가 호주에서 도착하여 호주빅토리아선교회를 조직했다. 캐나다에서는 1893년에는 윌리엄 맥켄지 의사가 도착했다. 맥켄지 의사는 황해도 소래교회에서 전도와 의료에 종사하다가 1년 반만에 사망했고, 그 후임으로 1898년에는 캐나다장로회에서 로버트 그리어슨(구례선) 의사 부부, 푸트(W. R. Foote) 목사부부, 맥레(MacRae) 선교사가 도착하여 원산에서 캐나다장로회조선선교회를 조직했다.
미국 남장로회에서는 1892년 윌리엄 데이비스 레이놀즈(이눌서) 목사부부와 루이스 테이트(최의덕, Lewis B. Tate) 목사, 윌리엄 전킨(전위렴) 목사 부부가 도착하여 전라도에서 남장로회조선선교회를 조직했다.
이상과 같이 네 개의 장로회 선교사가 각기 입국하여 네 개의 선교회를 조직하고, 각각 구역을 정하여 선교사업에 종사하면서 교회를 설립하였다. 교회의 통일과 치리 문제를 다루기 위해 1889년 선교사들로만 구성된 장로회공의회를 조직하였는데, 북장로선교회와 호주빅토리아선교회뿐인 관계로 명칭은 '미국 북장로 선교회 및 빅토리아 선교회 연합 공의회'라 하고, 회장으로는 존 헤론을, 서기로는 데이비스를, 회원으로는 원더우드, 안연 등을 두었다. 다시 1893년에는 명칭을 고쳐 장로회미슌공회라 하였다. 당시 공회는 각 선교회에 대해 권고권(勸告權)만을 가졌으나, 완전한 조선 장로회가 성립될 때까지는 전권으로 처리하는 상회(上會)로써 기능하였다. 이때까지도 아직 조선인은 참가하지 못하고 외국인 선교사로만 조직되었다.

### 조선예수교장로회공의회 시기

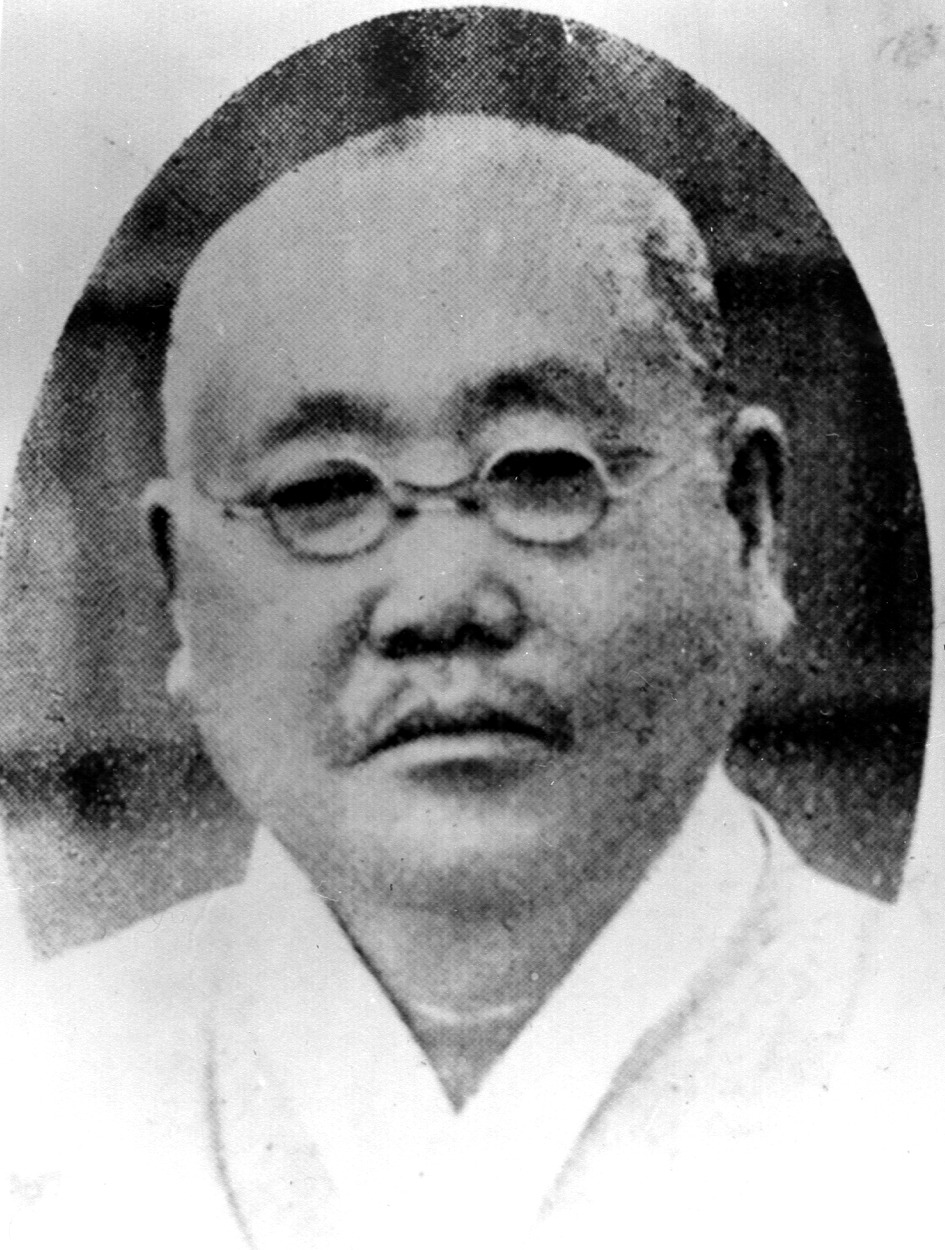
길선주 목사의 사진

조선교회의 장로선거는 1900년부터 시작되었다. 이 해에는 황해도에서는 서경조, 평안남도에서는 김종섭(金宗夑)과 이영은(李永恩)이 선출되었으나 이영은은 안수 이전에 사망했다. 이듬해인 1901년에 길선주, 방기창이 장로로 세워졌다. 같은 해 9월 20일에 서울 새문안교회에서 선교사 25인으로 열린 선교사 공의회에 조선인 대표인 장로 3인과 조사 6인을 포함시켜 34명으로 새로이 조선예수교장로회공의회를 조직하였다. 이 때 초대 회장으로는 윌리엄 스왈른 선교사가 취임했다. 그러나 조선예수교장로회공의회는 치리권이 없고, 선교사공의회에만 치리권이 있는 관계로 조선예수교장로회공의회는 친목기관에 불과했다. 1902년에는 양전백이 장로로 세워지고, 1903년부터는 더 많은 인원들이 장로로 선출되었다.
마포삼열은 평양에 대한예수교장로회신학교를 설립하고 초대 교장이 되었다. 1903년 원산에서 남감리회 선교사 로버트 하디(R. A. Hardie)에 의해 부흥이 일어난 이래로 사경회와 회개운동이 전국으로 퍼져나갔는데, 1907년 1월 14일에는 평양 장대현교회에서 길선주의 공개 회개로부터 기념비적인 평양대부흥이 시작된다. 이후 1907년 6월 20일에는 대한예수교장로회신학교에서 제1회 졸업생으로 길선주, 양전백, 한석진, 이기풍, 서경조. 송인서, 방기창의 7명이 졸업하였다. 같은 해 연합공의회 하에 평안, 경성, 전라, 경상, 함경의 다섯 지방공의회로 각 지방 공의회에서는 당회 위원을 선택하여 교회 사무를 처리하도록 하였다.

### 독립노회 시대

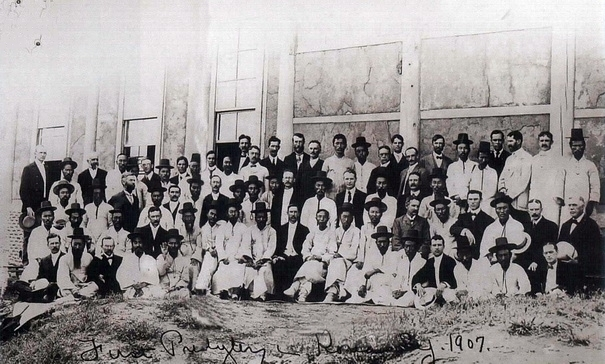
1907년 9월 17일 독립노회 구성

1907년 9월 17일 오전 9시, 네 해외 장로회 선교본부로부터 허가를 받아 대리회에서 파송한 선교사 33인과 장로 38인이 장대현교회에서 모여 조선예수교장로회노회를 조직했다. 이로써 선교회본부의 관할로부터 독립된 조선예수교장로회노회가 설립되었다. 이를 독립노회, 또는 독노회(獨老會)라고 부른다. 또한 여기서 3개월 전 배출된 7명의 졸업생을 대상으로 목사고시를 보아 모두 합격하여 목사안수를 받았다. 독노회와 관할 지역이 조선반도 전체인 까닭에 지방 공의회를 대리회로 변경했다. 기존에 평안, 경성, 전라, 경상, 함경 다섯 지방 공의회였던 것을 평북, 평남, 황해, 경기 충청, 전라, 함경, 경상의 일곱 대리회로 변경되었다. 독노회 조직 당시 상황은 다음과 같다.
| 노 회 | 소회(대리회) | 당회(조직교회) | 미조직교회 | 교회건물 |
| 1     | 7            | 38             | 984        | 687      |

1909년에는 최관흘 목사를 블라디보스토크(해삼위)에, 평양여전도회에서는 이선관을 제주도에 선교사로 파견하고, 평양숭실학교에서는 김형재를 마찬가지로 제주도에 파견하였으며 한석진 목사를 일본 도쿄에 파견하여 재일조선인들에게 전도하도록 했다. 이 때부터 《예수교회보》를 발간하였다.

## 총회설립과 일제강점기

### 총회설립

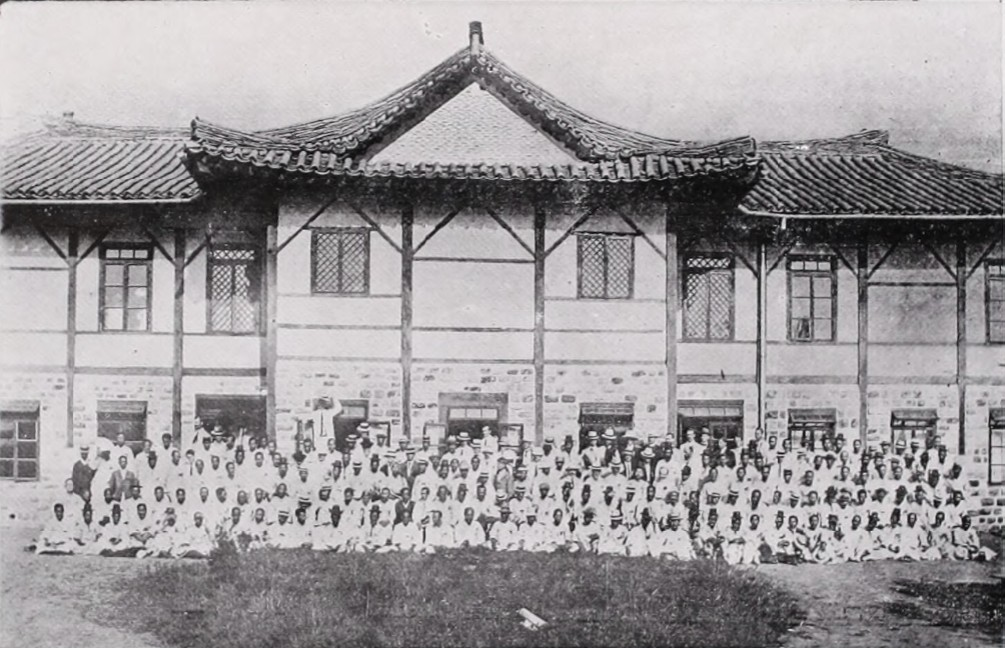
제1차 총회 사진 (평양 장대현교회)

1911년 9월17일 대구 남문교회에서 개최된 제5회 독노회에서 지금까지의 일곱 대리회를 노회로 변경 및 조직하고, 총회를 조직할 것이 결의되었다. 이에 1911년 10월에는 전라노회가, 11월에는 경충노회가, 12월에는 황해노회가, 1912년 1월에는 경상노회와 평남노회가, 2월에는 평북노회와 함경노회가 조직되어 3개월 남짓한 시간에 일곱 노회 조직이 모두 완료되었다. 이로써 총회가 조직되었다. 총회 설립 당시 상황은 다음과 같다.
| 한국목사 | 외국목사 | 장 로 | 조 사 | 장립집사 | 세례교인 | 학습교인 | 신자합계 | 교회수 |
| 69       | 77       | 225   | 230   | 16       | 53,008   | 26,400   | 127,228  | 1,438  |

1912년 9월 1일에는 제1회 조선예수교장로회 총회가 평양에서 성립되어 헌법, 정치를 제정하였다. 이를 기념으로 외국 전도를 시작하기로 하고 중국 산둥성 내량현에 선교사를 파견하였다. 1916년 경상노회를 경남과 경북노회로, 평북노회를 평북과 평서노회로 분리하였다.

### 3.1 운동과 독립운동
조선총독부는 교육과 종교는 절대 분리되어야 한다며 1915년에 10년을 기한으로 모든 학교는 성경과목을 폐지하거나 폐교하라는 명령을 받았다. 아울러 교회의 예배활동을 경찰이 감시하며, 설교내용에 대해서도 질문하는 일이 빈번히 일어났다. 이에 여러 선교사들 및 총회는 항의하였으나 기각되어왔다. 또한 당시 장로교 신자들은 해외선교사와의 직접적인 교류로 인해 서구의 정세에 대해 쉽게 접할 수 있었고, 연희전문학교 등의 선교사들은 적극적으로 민족 자결주의를 전파함과 동시에 일본 및 군국주의를 공개적으로 비판하였다. 결과적으로 장로교 신자 7명을 포함하여 민족대표 33인이 1919년 3월 1일 태화관에 모여 독립을 선언하였는데, 이것이 3·1 운동의 시작이다. 같은 해 4월에는 선교사들이 우드로 윌슨 미국대통령에게 민족자결주의를 조선민족에게도 적용시켜달라는 선언서를 보내었다. 1919년 8월 하세가와 요시미치 총독이 3.1운동의 책임으로 경질되고 사이토 마코토가 새로운 총독으로 임명되었다. 다이쇼 천황은 새로 부임한 총독에게 민중을 위로할 것을 지시했고, 새로운 총독은 ‘조선인과 일본인을 같은 가족의 일원과 같이 취급’하겠다 하여 조선인의 여러 요구를 받아들이는 문화통치를 하기 시작했다. 여섯 장로회 선교회는 《전선선교사대회진정서(全鮮宣敎師大會陳情書)》라는 이름의 진정서를 총독에게 제출하였는데, "성경 및 종교적의식을 교과과목 속에 넣는 것을 허락할 것"을 포함하여 여러 요구사항을 담고 있었다. 총독부는 이를 수용하였다.

### 신사참배 결의
문화통치를 계기로 개신교 학교에서 성경과목을 가르칠 수 있게 되었다. 그럼에도 1924년 강경신궁에서 열린 행사에서 강경성결교회 소속 강경보통학교 어린이들이 참배를 거부하자 이를 징계하는 사건이 발생하였다. 이와 유사한 일들이 벌어지자 1925년 경기도평의회에서도 이 문제를 두고 논의하였지만 신사참배는 종교의식이나 예배가 아니고 위인의 숭배와 같은 것이므로 참배는 진행되어야 한다고 결론 내려졌다. 이러한 입장은 이후 학무국의 공식 입장이 되었다. 1929년에는 선교사들이 이 문제에 대해 논의하였으며, 같은 시기 평양노회도 이 문제를 두고 논의하고자 하였으나 경찰은 이것이 종교적 집회가 아닌 시사적 집회라며 모임을 해산시켰다. 1932년에는 숭실전문학교 학생들이 참배하지 않는 것이 문제가 되기도 하였다. 1933년에는 만주사변 전몰자 위령제에 참여하라는 학무국의 통첩이 있었으나 기독교 학교들은 참여하지 않았다.
1934년 기준으로 미국 북장로 선교국에서는 당시 25개국에 선교를 하는데 그중 조선교회가 차지하는 비중은 교회수 40%, 목사수 40%, 세례교인 28%, 주일학생수 37%, 학교수 17%, 학도수 20%, 자급교회수 87%로 급상하게 되고 특히 지방에 교회가 많이 분포하는 상황이 만들어진다. 당시 218군 2,493면 28,240동리에 3,000여개의 교회가 있었으니 1개 면, 50동리당 교회 1개의 비율이 만들어졌다.
1935년에는 신사참배 지시가 다시금 내려졌고, 1936년 1월에는 최후통첩이 내려졌다. 평남도지사는 이에 불복한 숭의여중 교장을 해임했고, 평남안식교는 이즈음 신사참배를 수용했다. 2월에는 교장을 한국인으로 하거나 재단을 한국인에게 양도하라는 지시가 내려졌고, 교수진의 요구 끝에 이사진을 한국인으로 교체하기로 결정이 내려졌다. 그러나 인수자가 나타나지 않은 탓에 북장로회 선교회는 7월 1일 교육 철수안을 채택했다. 이에 경성의 경신중과 정신여중, 평양의 숭실중, 숭실여중, 숭실전문학교, 대구의 계성중과 신명여중, 선천의 신성중과 보성여중의 폐쇄가 결정되었다. 보름 후인 7월 16일에는 마펫 선교사가 쓰러져 9월 24일 한국을 떠났다. 이후 한국인 경영자를 찾은 숭실학교와 숭의학교는 10월부터 신사참배를 실시했다.
1937년 연희전문학교 총장 호러스 호턴 언더우드는 신사참배를 수용했으나 숭실전문학교의 매큔은 차라리 학교를 폐쇄해야한다고 보았다. 7월 중일전쟁이 발발하고, 이듬해 2월에는 노회별로 신사참배를 가결하기 시작했다. 2월에 평북, 선천노회가 참배를 가결했는데, 이에 분노하여 평북노회 목사후보생 장홍련 학생이 평북노회 김일선 목사가 평양장로회신학교에 심은 기념식수를 도끼로 찍어버리는 사건이 발생하기도 했다. 3월에는 숭실전문학교가 자진폐교하였다. 4월 29일에는 순천노회가, 6월 초에는 전남, 전북, 청주, 서울, 평북노회가 신사참배를 허용했다. 신사참배 결의는 이어져 동년 9월 장로회총회가 모이기 전 이미 27개노회 중 총 17개노회가 신사참배를 결의한 상황이었다.

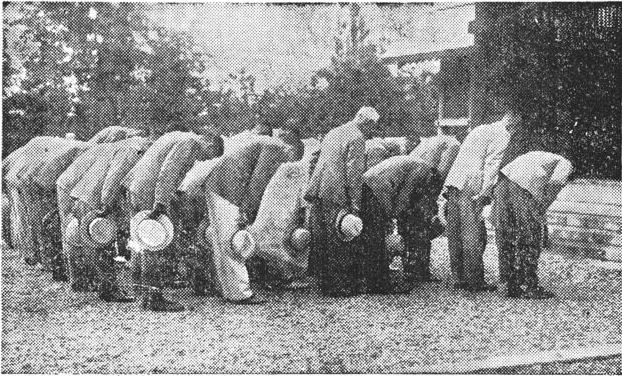
제27회 총회 직후 평양신사에 참배하는 총회장 및 노회장 23인

1938년 9월 10일 평양 서문밖교회에서 이시다 센타로(石田千太郎) 평남도지사, 경찰부장, 고등과장, 경무과장, 평양서장, 고등계 주임 등이 동석한 중에 제27회 총회 제2일째 회의가 열렸다. 평양, 평서, 안주 삼노회 연합 출석자 32명의 대표로 평양노회장 박응률(朴應律) 목사가 신사참배 결의 성명서를 제안하였다. 평서노회장 박임현 목사가 이에 동의하였고, 안주노회 길인섭 목사의 재청으로 표결에 들어갔다. 총회장 홍택기 목사가 "가(可)하시면 예라고 답하시오"라고 물었으나 다수가 침묵하자 부(否)는 묻지 않았다. 당시 각 노회의 총대들은 이미 총독부 경찰들로부터 신사참배에 동의하거나 침묵하라는 명령을 받았으며, 이를 거부한 인원들은 투옥된 상황이었다. 결국 159명이 동의하자 안이 통과되었다고 선언했다. 이에 방위량(William Blair), 한부선(Hunt) 선교사가 불법임을 항의하자 자리에 있던 경찰들이 이들을 끌어내고 선교사들은 항의하는 뜻으로 퇴장하였다. 전북 김제 출신의 서기 곽진근(1897-1941) 목사가 다음의 성명서를 낭독했다.
 我等은 神社는 宗敎가 아니오 基督敎의 敎理에 위반하지 않는 本意를 理解하고 神社參拜가 愛國的 國家儀式임을 自覺하며 또 이에 神社參拜를 率先 勵行하고 追히 國民精神總動員에 參加하여 非常時局下에서 銃後皇國臣民으로서 赤誠을 다하기로 期함.

 — 昭和 13年 9月 10日 朝鮮예수敎長老會總會長 洪澤麒
우리는 신사는 종교가 아니오, 기독교의 교리에 위반하지 않는 본의를 이해하고 신사참배가 애국적 국가의식임을 자각하며 또 이에 신사참배를 솔선하여 힘써 행하고 따라서 국민정신 총동원에 참가하여 비상시국 하에서 후방의 황국신민으로서 참된 정성을 다하기로 기약함.
 — 소화 13년(1938년) 9월 10일 조선예수교장로회총회장 홍택기
그러나 모두가 이러한 총회의 결정을 따른 것은 아니었다. 선교사들은 신사참배 가결을 반대하였는데, 결의 이틀 후인 12일에 25명의 선교사가 신사참배결의가 부당하다고 항의하였으나 총회는 이를 기각하였다. 그로부터 약 이주 후인 9월 28일에 광주에서 미국 남장로회 선교사들은 한국 선교를 지원하되 노회에서 탈퇴하기로 결의하였다. 총회의 결정을 받아들이지 않고 문을 닫은 교회가 200여 곳, 투옥된 신도가 2,000여 명, 순교한 교역자가 50여명이었다.

### 조선예수교장로회신학교의 폐교
노회 단위로 신사참배가 가결되던 1938년 3월부터 평양에 위치한 유일한 총회신학교였던 조선예수교장로회신학교(속칭 평양신학교)는 더 이상 수업을 진행하지 않았다. 이는 총회와 학교를 합동경영해오던 선교사들이 신사참배에 찬동한 대한예수교장로회총회와 행동을 같이 할 수 없음이었다. 1938년 제34회 졸업생들은 우편으로 졸업장을 받았으며, 1938년 9월에는 결국 폐교되었다. 그러나 총회가 유지되는 한 목회자 양성기관으로서 신학교는 존재해야 했기에 총회 교육부는 이듬해인 1939년 3월부터 새로운 신학교의 설립을 추진하였다. 이와 함께 4개국 미션선교본부에 과거 운영하던 조선예수교장로회신학교를 인계받고자 하였으나 미션선교본부는 신사참배를 가결한 총회에 신학교를 인계해주지 않았다. 결국 총회는 독자적으로 1940년 평양신학교를 개교하여 조선총독부의 인준을 받았다. 초대 교장은 채필근이었으며, 조선예수교장로회신학교를 재학하던 학생들을 받아 졸업생은 1940년부터 배출하였다. 이와 비슷한 시기인 1940년 4월 19일 서울 승동교회에서 김대현 장로의 지원으로 김재준 목사를 교장으로 하여 조선신학교가 총회의 인준을 받아 출범하였는데, 현재의 한신대학교이다. 그러나 두 학교 모두 "충량유위한 황국의 기독교 교역자를 양성하는 것"을 목표로 하였던 까닭에 일제의 통치에 적극적으로 협조하였다.

### 교단 통폐합
1941년 중일전쟁이 발발하자 일본 내의 모든 개신교 교단들이 '일본기독교단'(日本基督教団)으로 통합되었는데, 조선총독부도 조선의 각 개신교 교파를 통폐합하여 '일본기독교단'의 하부기관으로 두어 개신교를 통제하려는 정책을 수립하였다. 일제는 태평양전쟁을 일으키며 미국과 대립하자 통폐합 정책을 급속하게 추진하였고, 그에 따라 1942년 1월 장로교, 감리교, 성결교, 일본기독교조선교구회, 구세군 등 5개 기독교 교파의 대표들이 모여 '교파합동준비위원회'를 개최하였다. 교파 통합을 논의하는 과정에서 감리교 측과 장로교 경성노회(경기노회)가 연합하여 '유대 사상'을 없애기 위해 구약성경을 폐기하는 '혁신안'을 제출하면서 '조선기독교혁신교단'이라는 명칭의 통합교단을 조직하였으나, 각 교파 내부의 반발로 혁신교단이 해체되면서 교파 합동 시도가 결렬 되었다.
단일 교단으로 통폐합 시켜 개신교를 장악하려던 시도가 결렬되자, 일제는 각 개신교 교파를 개별적으로 먼저 일본 기독교에 예속시키려는 시도로 전환하였고, 그에 따라 조선예수교장로회 총회는 1942년 10월 16일에 개최된 31회 총회를 끝으로 해산되었다. 그 후 장로교는 1943년 5월에 채필근을 통리로 하여 '일본기독교조선장로교단'을 새롭게 창설하였고, 감리교는 그해 10월 '일본기독교조선감리교단'을 창설하면서 일제는 두 개의 큰 교단을 일제의 통제 하에 두게 되었다. 한편 성결교는 일제의 강제 교단 통합정책에 계속 반발하여 성결교단 신학교인 경성신학교가 1943년 봄 강제 폐교되었고, 성결교단은 그해 12월 자진폐쇄 형식으로 사실상 강제 폐쇄되었다. 그리고, 일제의 교단통합 정책에 동조하지 않은 다른 모든 군소 기독교단들은 1943년~1944년에 자진하여 혹은 강제로 폐쇄되었다.
이후 조선총독부 정무총감은 1945년 6월부터 다시 개신교 교파들을 단일 교단으로 통합하는 시도를 시작하였고, 1945년 7월 19일 '일본기독교조선교단'이 조직되며 다른 개신교 교파들과 함께 완전 통합되었고, 조선총독부는 장로교 출신의 김관식을 교단의 초대 통리로 임명하였다.

## 출옥성도파의 분리 (고신)

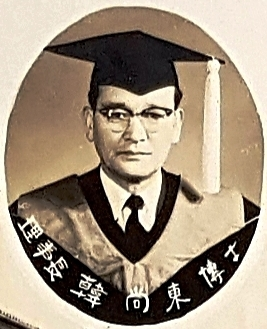
고려신학교 설립 및 고신파의 주축이 된 한상동 목사의 1958년 모습.

1945년 일제 패망 후 장로교회 재건에 대한 논의가 시작되었다. 당시에는 일제강점기에 신사참배를 채택한 총회의 결의를 따라 신사를 참배한 목회자 및 성도들이 있었던 반면, 비주류지만 신사참배를 끝까지 거부하여 투옥되었다가 출옥된 목회자 및 성도들이 있었다. 이들 중 후자로 평양 감옥에 갇혔다가 출옥한 성도 20여명이 9월 20일에 모여 다음의 '한국교회재건기본원칙'을 발표했다.
1. 교회의 지도자(목사 및 장로)들은 모두 신사에 참배하였으니 권징의 길을 취하여 통회, 정화한 후 교역에 나아갈 것
2. 권징은 자책, 혹은 자숙의 방법으로 하되 목사는 최소한 2개월 휴직하고 통회 자복할 것
3. 목사와 장로의 휴직 중에는 집사나 혹은 평신도가 예배를 인도할 것
4. 교회 재건의 기본원칙을 전한(全韓) 각 노회 또는 지교회에 전달하여 일제히 이것을 실행케 할 것
5. 교역자 양성을 위한 신학교를 복구 재건 할 것

이들 중 한상동 목사는 산정현 교회에서 목회하다가 1946년 봄에 월남하여 고향인 경남으로 갔다. 1946년 6월 열린 제32회 장로교 총회에서 총회는 조선신학교를 직영하기로 결정하였다. 이는 총회에서 직영하던 신학교인 평양신학교가 38선 이북에 있었기 때문에, 이남에 있던 유일한 인준된 신학교인 조선신학교를 직영코자 한 것이었다. 그러나 두 학교 모두 신사참배와 일제에 협력하였다는 원죄를 가지고 있었다. 따라서 과거 순수했던 조선예수교장로회신학교를 복원해야한다는 주장이 여럿 있었는데, 한상동 역시 자신이 구상하던 대학교인 고려신학교를 9월 20일에 설립하였다. 그러나 경남노회는 고려신학교에 대한 지원 입장을 분명히 하지 않았다. 남북 분단의 상황에서 장로회는 남측의 장로교 교인들만으로 1947년 총회를 다시 시작하였고, 1949년에 대한예수교장로회로 명칭을 변경했다.

1948년 교장을 맡고 있던 박형룡은 한상동과의 의견차를 좁히지 못하고 곧 교직을 사임하고 상경하였다. 그 무렵인 4월 30일 제34차 총회에서 고려신학교 문제가 처음으로 논의되는데 이에 정치부장 김관식 목사는
"출옥성도들이 자신들이 제시한 '자숙안'을 실행하지 않는다는 이유로 총회를 배제한 가운데 신학교를 운영하고자 한다면 총회도 그들의 신학교에 협조할 수 없다."
라고 하며 고려신학교 입학 지원자에게 천서를 주지 않기로 결정하였다. 경남노회의 반고려신학파의 반발 및 요청에 의해 1948년 9월 21일 임시경남노회가 소집되어 한상동에게 여러 질문을 했다. 한목사의 답변이 "매우 모호"하고 "독선적 태도"가 드러났다고 기록된 직후 44:21로 고려신학교에 대한 노회의 인정을 취소했다.
1949년 4월 19일 제35회 총회에서는 경남노회에게 고려신학교와 고신을 지원하는 한부선 메이첸파 선교사들과 관계하지 말 것을 명했다. 또한 총회의 전권위원은 경남노회를 경남, 경중, 경서 노회로 삼등분하고 노회 소집책을 김길창과 가까운 인물들로 정했다. 이에 경남노회는 월권적 처사라며 정식으로 반발하고, 해당 노회의 여러 목사가 한상동의 고려신학교파에 합류했다. 또한 총회에 의해 분리된 경남노회와 구별하여 자신들의 노회를 경남(법통)노회라 하였다. 이들은 1952년 제37회 총회에 총대를 파송하여 관계 회복을 도모하였으나, "고려신학교 및 그 관련 단체와 하등의 관계가 없다"는 총회의 입장을 재확인하였다. 이후 1952년 9월 11일 제57회 경남법통노회에서 총노회를 조직하기로 결의하고, 목사 50명, 장로 37명의 총대가 참석한 가운데 대한예수교장로회(고신)이 출범하였다.

## 신정통주의파의 분리 (기장)
1947년 제33회 총회에서 조선신학교에서 교수를 맡던 김재준, 송창근, 정대위 교수의 신학에 불만을 가진 조선신학교 학생 51명이 진정서를 제출했다. 총회는 이들을 면담하고, 그들의 진술서를 받아들여 상황은 일단락된다. 이후 1948년 초에 장로회신학교 설립 운동이 일어난다. 이들은 조선신학교 교수진의 총퇴진을 요구하는 내용의 개혁안을 1948년 제34회 총회에 제출했다. 조선신학교 이사진이 개혁안을 부결시키자 1948년 5월 25일 장로회신학교가 남산 조선신궁 별관 위치에 개교하였다.
1949년 1월 8일에 반민특위에서 전필순 및 정인과를 비롯한 조선신학교 교수들의 신변에 이상이 생기고, 박형룡이 귀국하여 장로회신학교에 힘을 실어주었고, 그해 4월에 열린 제35회 총회에서 장로회신학교가 유일한 총회신학교의 지위를 획득하였다. 이후 한경직이 두 학교를 합동하자고 제안하였다. 그러나 각론에서 의견차이가 좁혀지지 않자 두 학교의 합동안은 채택되지 않고 무산되었다. 그러나 선교사들의 주도로 하나의 총회신학교를 세워 장로회신학교와 조선신학교를 화해시키는 안이 진행되었다.

1951년 제36회 총회에서는 신학교문제특별위원회의 보고서를 안건으로 삼은 뒤 다음의 사항을 결의하였다.
조선신학교와 장로회신학교는 총회 직영을 취소하고 총회 직영신학교를 신설하기 위해 과도 이사를 총회에서 선정하되 과도 이사는 각 노회 대표 2인과 각 선교회 대표로 한 신학위원으로 하기로 가결하다.
장로회신학교는 이에 순응하였으나 조선신학교는 이를 받아들이지 않았다. 1951년 9월 대구에서 총회신학교가 개강하였을 때 조선신학교는 총회에서 떨어져나가 한국신학대학교로 교명을 변경하였다. 1952년 열린 제37회 총회에서는 이북 총회를 월남한 것으로 인정하여 78명의 총대를 새로 수용하였다. 여기서 조선신학교 졸업생들의 목사후보생 자격이 박탈되고, 김재준 교수의 제명을 경기노회에 지시하였다.
1953년 열린 제38회 총회에서 경기노회는 이에 항의하였으나 총회는 기존의 결의를 확인하고 공포하였다. 또한 성서무오설에 반대하는 사람들을 강력히 징계하라는 지시가 내려졌으며, 김재준 목사의 면직을 총회가 직접 처리하였다. 결국 6월 10일 한국신학대학교를 중심으로 한 진보적 장로교 계열이 총회를 탈퇴하고 한국기독교장로회를 세웠다.

## 대분열
1959년 대한예수교장로회는 대한예수교장로회(통합)과 대한예수교장로회(합동)으로 갈라졌다. 그 원인에 대해 서로 주장하는 중요도는 다르지만, 공통적으로 지적하는 문제는 (1) 세계교회협의회 문제, (2) 삼천만환 문제, (3) 경기노회 총대 선출 문제이다.

### 세계교회협의회
예장은 1924년 이후로 한국기독교교회협의회(KNCC, NCCK)의 회원이었으며, 1948년 세계교회협의회(WCC)가 창설될 때 KNCC의 다른 교단들과 함께 세계교회협의회의 회원으로 가입하였다. 그러나 예장 안에서 WCC의 실용적 혹은 타협적인 태도가 문제로 제기되고, 그 외에 용공(容共) 운동이라거나, 친가톨릭 운동이라는 등의 비판이 제기되었다. 총회는 1954년 4월 제39회 총회에서 에큐메니칼 운동을 성서유오설, 자유신학과 그 궤를 같이한다고 해석하며 반대결의를 하였다. 또한 에큐메니칼 운동과 WCC의 연관성을 알아보기 위해 같은해 8월 제2차 WCC 총회에 명신홍, 김현정 목사를 파송하였는데, 김현정 목사는 WCC를 긍정적으로 보고한 반면 명신홍 목사는 부정적으로 보고하였다. WCC에 대한 찬반이 수면 위에 떠오르며 한경직 목사를 중심으로 WCC를 지지하는 파인 "칼"파와 정규오-박형룡 목사를 중심으로 WCC에 반대하는 한국복음주의협의회(NAE)파로 나뉘었다.
1956년 제41회 총회에서는 에큐메니칼 운동에 대한 의견대립을 해소하기 위해 에큐메니칼 연구위원을 세웠다. 이들은 이듬해인 1957년 제42회 총회에서 에큐메니칼 운동 안에 "단일 교회를 목표로 하는 교회"와 "교회간 친선과 사업적 협력을 목표로 하는 교회"가 있다며 연구 결과를 보고하였고, 친선과 협조에 대한 부분은 협력하되 단일 교회에 대한 부분은 반대할 것을 주장하였다. 그러나 양측의 의견은 좁혀지지 않았다. 그리고 이듬 해 열린 1958년 제43회 총회에 "에큐메니칼운동반대 WCC 탈퇴 건의서"가 제출되었으나 본회의 석상에 상정되지 않았다. 이후 1959년 에큐메니칼운동에 대한 찬반논쟁이 한국기독공보 지면을 할애하면서까지 치열하게 이루어졌다. 같은해 4월 승동교회에 여러 목사가 모여 에큐메니칼 연구위원이 1957년에 제안하여 결의된 대로 "교파간의 친선과 사업"에는 협조하되 "단일교회운동"은 배척하는 방식의 합의가 이루어졌다. 그럼에도 호남지구선교협의회 산하 10개노회는 1959년 8월 독자적으로 WCC 탈퇴 설명서를 발표하였다.

### 삼천만환 사건
삼천만환 사건은 총회신학교 교장인 박형룡이 약 삼천만환을 이사회의 승낙 없이 지불한 사건이다. 당시 총회신학교는 남산 지부에 있었는데, 박형룡이 숭의학교 터를 인수해주겠다는 박호근이라는 인물에게 30,162,172환을 독단적으로 지불한 것이다. 그러나 숭의학교 터 인수는 무산되고, 오히려 박형룡이 미국에서 지원받은 1만불을 불법적으로 바꾸었다며 역고소를 하겠다 으름장을 놓았다. 이에 박형룡은 소를 취하했다. 박형룡은 사표를 제출하고 1958년 총회신학교 이사회는 박형룡의 사표를 수리하나, 이 문제로 인하여 박형룡이 속한 반WCC인 NAE측과 친WCC측 사이의 갈등이 더욱 깊어졌다. 같은해 제43회 총회에 "에큐메니칼운동반대 WCC 탈퇴 건의서"와 박형룡 박사의 사표수리건이 동시에 제기되었고, 두 문제에 대한 입장 차이가 더욱 극명히 드러나게 되었다.

### 경기노회 총대문제와 연동총회
1959년 4월 승동교회에서의 합의문으로 WCC를 둘러싼 문제는 일단락되는 듯 보였으나, 같은 해 5월 경기노회 총대 선발과정에서 문제가 발생하였다. 해당 정기노회에서 28명의 총대를 선출하였는데, 이들 중 NAE측이 18명으로 WCC에 우위를 점하였으나 WCC측 목사의 표가 누락되는 일이 발생한 것이다. 이에 WCC측이 반발하고 재투표를 요구하였으나 NAE측은 이를 받아들이지 않았다. 곧 1959년 6월 승동교회에서 WCC측 목사들이 모여 임시노회를 열고 총대를 선발하였다.
이에 1959년 9월 대전의 제44회 총회에서 정기노회에서 선정된 총대와 임시노회에서 선정된 총대를 두고 투표한 결과 124대 119로 임시노회 총대를 받자는 결과가 나왔다. 이에 NAE측은 중립을 지켜야 할 선교사 23인이 임시노회에 표를 몰아주었다며 항의하였다. 문제가 해결되지 않자 4일째 되는 날 정회하고 총회는 경기노회로 하여금 11월까지 총대를 다시 선출하라 하였다. 그러나 이미 경기노회 총대 다수를 차지한 WCC측 목사인 안광국은 강대상으로 달려나가 절차상의 문제를 지적하며 총회 임원 불신임안을 낭독하였다. 다음날인 9월 29일 서울 연동교회로 올라와 총회 284명 중 154명이 모인 가운데 독자적인 총회를 열고 총회장을 새로 선출하였다. 나머지 총대들은 9월 28일 총회에서 결의된 대로 승동교회에서 11월 24일에 44회 총회를 속개하였다. 이들은 WCC를 영구히 탈퇴하기로 하고, 9월 연동총회에 참석한 인물들을 해임하였다. 또한 연동총회를 지지한 미국 선교부에 경고문을 보내었다.

## 합동과 통합의 수립

### 승동과 대신의 분리
총회신학교가 부지를 탐색하며 삼천만환 사건을 일으킨 직후, 김치선 목사는 총회신학교 이사로 추대되며 대한신학교를 총회신학교 분교로 변경하지 않겠냐는 제안을 받고 이를 거절하며 총회신학교 교수직을 사임하였다. 그러나 김치선 목사의 노력에도 불구하고 대한신학교 지부는 오재경 공보부 장관에 의해 KBS 방송국 지부로 흡수되었다.
당시 대한신학교 학생들은 학부를 졸업하면 총회신학교 4학년에 편입하였는데, 총회신학교 안에 친WCC 세력이 잔존하던 것에 반발심을 품고 있던 대한신학교 졸업생들이 학교에 보수 교단 설립을 요구하였다. 결국 재정난과 구성원의 불만을 해결하기 위해 김치선과 대한신학교는 WCC에 반대하는 세력인 칼 매킨타이어의 국제기독교협의회(ICCC)와 성경장로회(BPC)의 도움 하에 대한예수교성경장로회를 출범시켰다. 이 성경장로회가 대한예수교장로회(대신)의 전신이다.

### 승동측과 고신의 "합동"과 결별
미국 선교사들이 전부 연동총회의 손을 들어줌에 따라 미국 선교회의 자본에 접근할 수 없게 되고, 박형룡 박사의 부정지출 문제가 공론회 됨에 따라 승동측은 어려움을 겪게 되었다. 또한 고신은 신사참배 목사들에 대한 관용 문제와, 교회 문제를 세속법정에 세우는 문제에 대한 의견차이가 팽배한 상황이었다. 이에 고신 경기노회는 행정보류까지 선언한 상황이었다.
이런 상황에서 1960년 8월 고려신학교 초대 교장을 맡았던 박형룡 박사 및 승동총회가 고신에 "눈물로" 합동을 제안하였다. 한상동 목사를 위시한 고신이 이를 받아들여 같은해 10월 합동 선서문이 작성되었다. 합동에 공개적으로, 또한 적극적으로 반대하는 이는 아무도 없었다. 결국 1960년 12월 13일 승동교회에서 두 교단이 합동하고 대한예수교장로회(합동)이라는 교단이 출범하였다.
그러나 고려신학교를 총신대학교의 분교로 만들어야 한다는 점, 그리고 총회 중직에 고신파 인물이 신임되지 못하는 점으로 인해 불협화음이 끊이지 않았다. 결국 1962년 제47회 총회에서 한상동 목사가 총회장에서 물러난 뒤 고려신학교의 복구를 선언하였다. 그러나 고신측 목사들은 한상동 목사의 선언에 대의명분이 없다는 결론을 내었다. 이후 한상동은 여러 차례 고신측 목사들을 모아 고려신학교 복구를 표결에 부쳤는데 모두 기각되었다. 그럼에도 한상동이 11월 5일 "총회신학교 부산분교" 현판을 떼어내고 "고려신학교" 현판을 붙인 뒤 학교 건물에 대한 소유권을 행사, 총회신학교 측 인물들을 축출하였다. 부산노회 안에서 한상동의 '고려신학교 환원안'에 찬성하는 측과 반대하는 측이 나뉘었고, 결국 1963년 6월 합동총회가 고려신학교 졸업생의 강도사고시 자격을 인정하지 않자 고신측은 합동에서 최종 결별하여 과거의 총회로 돌아갔다.

### 연동총회의 중도파 "통합"과 통합운동
1959년 연동총회와 승동총회의 분열을 모두가 반기는 것은 아니었다. WCC와 NAE 중 어느 한 쪽을 적극적으로 지지하지 않는 중도파 목사들이 있었으며, 이들은 연동총회 직후 '통합촉진위원회'를 세우고 승동총회 직후에는 선교사들과 승동, 연동총회를 모아 화해성명을 이끌어냈다. 여기서 연동측은 갈등의 종식을 위해 WCC를 탈퇴하였다. 그러나 승동측의 요구를 연동측이 수용할 수 없으므로 양측의 재연합협상은 실패하였다. 연동총회는 1960년 2월 17일 중도파 목사들 일부와 함께 대한예수교장로회(통합)을 출범시켰다.
이후 연동총회 안에서 기독교장로회와 합치자는 의견도 나왔으나 채택되지 못하였다. 합동총회와의 재연합은 두 차례 더 논의되었으나 양측의 의견차이만 재확인할뿐이었다. 결국 통합측 내부에서 1968년 서울노회를 중심으로 WCC 재가입 운동이 시작되고, 1969년 9월 제54회 총회에서 WCC에 재가입함으로써 통합과 합동의 연합 논의는 다시 이루어지지 않게 되었다.

## 대분열 이후
대한예수교장로회는 대분열 이후에도 여러 차례 분열되었다. 대표적으로는 1974년 제24회 대한예수교장로회(고신)총회에서 신자간에 일반 법원에서의 고소가 가능하다고 가결한데서 빚어진 교리의 신학적인 변질과 교회행정 문제에 항의한 것이 문제가 되어 고신측 총회에서 분리되어 나온 반고소 고려파가 대한예수교장로회(고려)총회를 세워 나간 사건이 있다. 또한 대한예수교장로회(합동) 총회에서 1979년에 평안도와 경상도파 대 황해도와 호남파로 교권이 나뉘어 총회신학교를 두고 홍역을 겪은 사건도 주목할만하다. 예장합동은 이후로 숱한 분열을 거쳐 가장 많은 군소교단들의 모체가 되었다. 2018년 기준으로 대한예수교장로회라는 이름을 달고 있는 교단은 337개인데, 이들 중에는 자체적으로 대한예수교장로회의 이름을 가져다 붙인 경우도 있다.

## 장로교 교단별 교세
- 대한예수교장로회(합동) : 11,885 교회, 2,656,766 교인 (2018년)[47]
- 대한예수교장로회(통합): 9,190 교회, 2,554,227 교인 (2018년)
- 대한예수교장로회(백석) : 6,715 교회, 1,507,547 교인 (2018년)
- 대한예수교장로회(고신) : 2,091 교회, 423,245 교인 (2018년)
- 한국기독교장로회 : 1,654 교회, 236,036 교인 (2018년)

## 참고자료
- 김수진 (2005년 9월 20일). 《총회를 섬겨온 일꾼들》. 서울: 한국장로교출판사. ISBN 8939806433.

## 같이 보기
- CBS기독교방송
- 장로교
- 조선예수교장로회
- 한국기독교장로회
- 한국예수교장로회
- 대한예수교장로회(호헌)
- 대한예수교장로회연합회
- 대한예수교장로회총회연합회
- 한국장로교총연합회